# Dayna Stephens

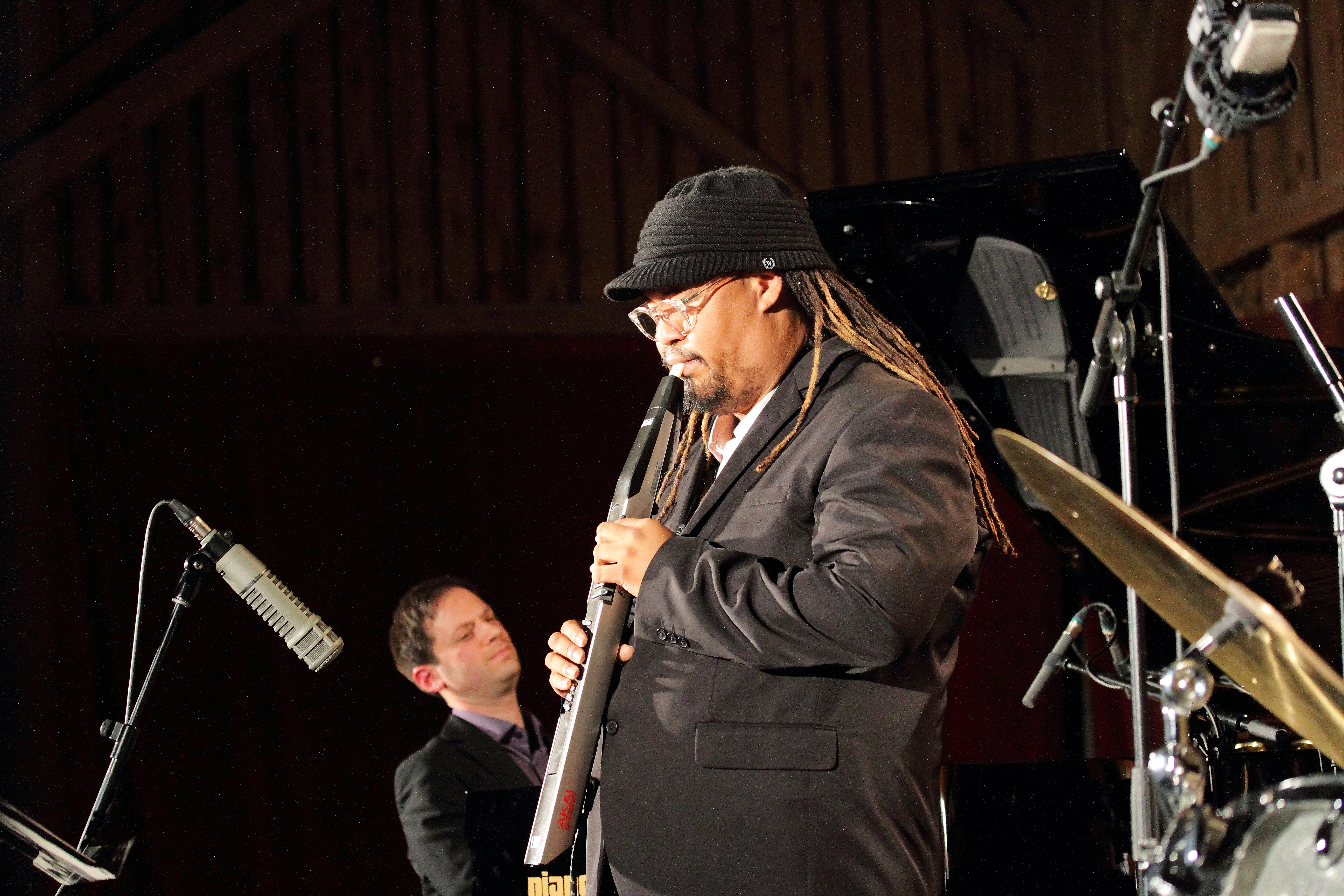
Dayna Stephens spielt einen elektronischen Blaswandler im Al Foster Quartet auf dem INNtöne Jazzfestival 2016

Dayna Sean Stephens (* 1. August 1978) ist ein US-amerikanischer Jazzmusiker (Tenor- und Baritonsaxophon, auch Kontrabass).

## Leben und Wirken
Stephens wuchs in der San Francisco Bay Area auf, wo er im Alter von 13 Jahren mit dem Saxophonspiel begann. Er besuchte die Berkeley High School, bevor er an der Berklee School of Music und anschließend bis 2002 am Thelonious Monk Institute of Jazz studierte.
Neben eigenen Formationen arbeitete er mit Kenny Barron, Taylor Eigsti, Julian Lage, Eric Harland, Ambrose Akinmusire und Gerald Clayton. Unter eigenem Namen legte er bis 2013 die vier Alben The Timeless Now (2007), Today Is Tomorrow (2012), That Nepenthetic Place (2013, u. a. mit Ambrose Akinmusire, Jaleel Shaw, Joe Sanders und Gretchen Parlato) und I’ll Take My Chances (Criss Cross Jazz, 2013) vor. 2014 folgte das Album Peace (Sunnyside), an dem Larry Grenadier, Julian Lage, Brad Mehldau und Eric Harland mitwirkten; 2017 Gratitude (Contagious Music). 2018 wirkte er bei David Berkmans Album Six of One und Ethan Iversons Bud Powell in the 21st Century mit; 2020 legte er das Album Right Now: Live at Village Vanguard vor. Zu hören ist er u. a. auch auf Elegy for an Undiscovered Species (2021) von Johannes Wallmann, auf Remy Le Boeufs Architecture of Storms (2021) und Darren Johnstons Wild Awake (2023).
Im Bereich des Jazz war er zwischen 2000 und 2013 an 22 Aufnahmesessions beteiligt, u. a. auch mit Gretchen Parlato, Linda Oh, BJ Papa und Phil Ranelin. Stephens ist an Fokal segmentaler Glomerulosklerose erkrankt. 2024 legte er das Album Closer Than We Think (Cellar Live) vor.